# Montbautier
Montbautier är en bergstopp i Schweiz.   Den ligger i distriktet Jura bernois och kantonen Bern, i den västra delen av landet, 40 km nordväst om huvudstaden Bern. Toppen på Montbautier är 1 160 meter över havet.
Terrängen runt Montbautier är huvudsakligen kuperad, men västerut är den platt. Runt Montbautier är det mycket tätbefolkat, med 1 886 invånare per kvadratkilometer.. Närmaste större samhälle är Biel, 12,9 km sydost om Montbautier. 
I omgivningarna runt Montbautier växer i huvudsak blandskog.